# Presidenza di Zachary Taylor
La presidenza di Zachary Taylor ebbe inizio il 4 marzo 1849 con la cerimonia d'insediamento, per concludersi prematuramente il 9 luglio 1850. Taylor fu il 12º presidente degli Stati Uniti d'America e uno di quelli rimasti in carica per meno tempo, dopo William Henry Harrison (31 giorni) e James Garfield (199 giorni).
Prima di essere eletto presidente, Taylor era stato maggior generale dell'esercito degli Stati Uniti. Il Partito Whig convinse a fatica il riluttante Taylor ad accettare la candidatura alle elezioni presidenziali del 1848, anche a causa delle sue convinzioni politiche poco chiare e lo scarso interesse per la politica attiva. Alla convention nazionale del Partito tenutasi a Filadelfia il 7 giugno 1848 Taylor prevalse su Winfield Scott e sull'ex senatore Henry Clay. Vinse poi le elezioni presidenziali, insieme al candidato vicepresidente Millard Fillmore di New York, battendo i candidati del Partito Democratico Lewis Cass e William Orlando Butler e del terzo partito Free Soil Party, l'ex presidente Martin Van Buren e Charles Francis Adams, Sr.. Taylor divenne il primo presidente eletto senza aver prima avuto una qualsiasi esperienza politica ad alto livello.
Le tensioni tra partiti e tra nord e sud minacciavano già di dividere l'Unione. La questione della cessione messicana e della schiavitù nei territori acquistati dominò il dibattito politico e portò a minacce sempre meno velate di secessione da parte dei sudisti. Nonostante Taylor fosse un meridionale originario della Louisiana (primo e unico proveniente da questo Stato) e per di più uno schiavista, non si espresse mai a favore dell'espansione della schiavitù negli Stati Uniti d'America occidentali, cercò invece di raggiungere un equilibrio tra nord e sud. Per evitare il problema costituito dallo schiavismo esortò i coloni nel Nuovo Messico e in California a saltare la prima fase di istituzione dei territori, com'era prassi, e invece preparare al più presto le nuove costituzioni necessarie per l'ammissione come Stati nell'Unione, ponendo le basi per il compromesso del 1850.
Morì improvvisamente per una malattia intestinale; questa fu ascritta al fatto che Taylor bevve latte ghiacciato e mangiò ciliegie durante un ricevimento, ma si sospetta che potesse essere colera, che allora imperversava su Washington. La sua presidenza era riuscita a compiere ben poco a parte la ratifica del trattato Clayton-Bulwer con il Regno Unito per l'accesso congiunto al Canale del Nicaragua. Il vicepresidente Fillmore prese il suo posto come presidente.
Gli storici, nella classifica storica dei presidenti degli Stati Uniti d'America, hanno generalmente posizionato questa presidenza nella parte bassa, in gran parte a causa del breve periodo in cui fu in carica (16 mesi). È stato definito "più un presidente dimenticabile che uno inefficace".

Firma autografa del presidente Taylor.

## Elezioni presidenziali del 1848
Come ufficiale di carriera Taylor non aveva mai rivelato pubblicamente le sue convinzioni politiche prima del 1848 né aveva mai votato. Si definiva un indipendente non affiliato, credendo però ad un solido e sano sistema bancario per il paese ed essendo convinto che la recente presidenza di Andrew Jackson avrebbe dovuto mantenere in vita la Seconda banca degli Stati Uniti, con la conseguenza di provocare il grande panico del 1837. Credeva inoltre che non fosse possibile espandere la schiavitù a ovest poiché né il cotone né lo zucchero (entrambi prodotti in gran quantità grazie agli schiavi nel sud) potevano essere facilmente coltivati in piantagioni.
Era un deciso sostenitore dell'unione nazionale e, avendo visto in guerra molte persone morire, credeva che la minacciata secessione fosse un pessimo modo per risolvere i problemi tra nord e sud. Sebbene non fosse d'accordo con i dazi protezionisti e con i programmi di lavori pubblici finanziati a livello federale, tipici punti programmatici dei Whig, li accettò. Secondo il programma politico Whig il presidente non avrebbe dovuto porre il veto tranne in casi di fondati dubbi di incostituzionalità, la presidenza non doveva interferire con i lavori del Congresso, infine le decisioni avrebbero dovuto essere prese quanto più collegialmente nel gabinetto ministeriale.

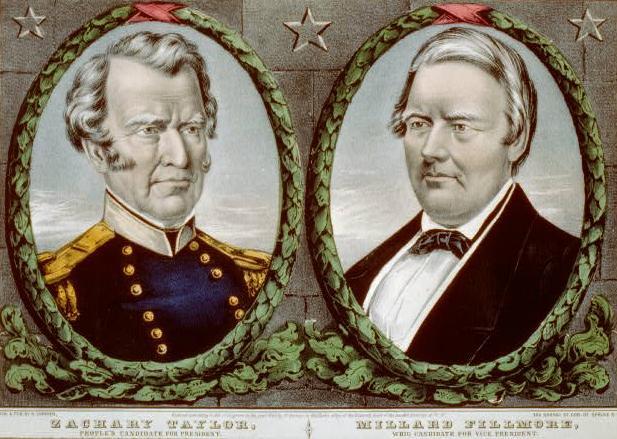
Manifesto elettorale di Taylor e Fillmore.

Già prima della vittoria statunitense nella battaglia di Buena Vista (1847) si formarono associazioni che sostenevano Taylor come candidato presidente; i suoi sostenitori provenivano da un assortimento insolitamente ampio di gruppi politici, Whig e Democratici, nordisti e sudisti, alleati e oppositori di personalità a livello nazionale come Henry Clay e James Knox Polk. Benché Taylor avesse dapprima rifiutato l'ipotesi di candidarsi, verso la fine del 1846 cominciò a ricredersi e si vide meglio che i suoi principi erano più compatibili con quelli tradizionali del Partito Whig; ribadì tuttavia più volte che avrebbe accettato la candidatura solo come indipendente. Dichiarò anche, all'avvicinarsi della convention Whig, che, pur essendo sempre stato almeno in linea di principio un Whig egli continuava a considerarsi un prosecutore della democrazia jeffersoniana.
Molti al sud credevano che Taylor sostenesse la schiavitù e la sua espansione attraverso la cessione messicana, i nuovi territori conquistati in seguito alla guerra messico-statunitense; ma alcuni si risentirono quando Taylor suggerì che da eletto non avrebbe posto il veto all'emendamento Wilmot, che proibiva la schiavitù nel West. Questa sua dichiarazione però non riuscì a garantirgli molto sostegno tra gli abolizionisti al nord in quanto Taylor avrebbe dovuto esprimersi con maggiore decisione rispetto ad astenersi dal porre un veto. La maggior parte degli abolizionisti degli Stati del nord non lo sostenne pienamente, dal momento che era egli stesso un proprietario di schiavi. Al sud gradivano il sostegno di Taylor ai diritti d'autonomia degli Stati federati e la sua opposizione sia a dazi elevati sia alle spese federali per i lavori pubblici. I Whig speravano invece di mettere al primo posto le prerogative dell'Unione.
Nel febbraio 1848 Taylor annunciò ancora che non avrebbe accettato la candidatura da nessuno partito. La riluttanza di Taylor a identificarsi come Whig gli costò quasi la candidatura, ma il senatore John J. Crittenden del Kentucky e altri sostenitori convinsero alla fine Taylor a definirsi un Whig. Clay conservava un grande seguito tra i Whig, ma altri esponenti come William H. Seward e Abraham Lincoln erano favorevoli ad appoggiare un eroe di guerra che poteva replicare il successo dell'unico altro candidato vittorioso per i Whig, William Henry Harrison.
Alla Convention nazionale di Filadelfia del 7 giugno Taylor sconfisse Clay e Winfield Scott ricevendo la nomina già al terzo scrutinio; come vicepresidente gli fu affiancato Millard Fillmore, un noto Whig dello Stato di New York, già presidente della Commissione economica della Camera dei rappresentanti e già candidato vicepresidente nelle elezioni presidenziali del 1844. Fillmore fu scelto per venire incontro ai Whig del nord, sdegnati per la nomina di uno schiavista del sud; alla fine tutte le correnti del Partito rimasero insoddisfatte della scelta dei candidati. Taylor continuò a partecipare molto poco nella campagna elettorale, preferendo non incontrare direttamente gli elettori né partecipare a dibattiti sulle sue opinioni politiche. La campagna fu abilmente diretta da Crittenden e fu aiutata dall'appoggio successivo del potente senatore Daniel Webster del Massachusetts.

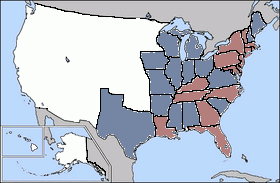
Risultati delle elezioni presidenziali del 1848; in rosso gli Stati vinti da Taylor.

Taylor batté il candidato del Partito Democratico Lewis Cass e quello del Free Soil Party, l'ex presidente Martin Van Buren, conquistando 163 dei 290 grandi elettori. Nel voto popolare ottenne il 47,3%, a fronte del 42,5% andato a Cass e del 10,1% di Van Buren. Taylor sarebbe stato l'ultimo Whig ad essere eletto presidente, l'ultimo eletto non democratico né repubblicano e l'ultimo meridionale fino alla vittoria di Thomas Woodrow Wilson alle elezioni presidenziali del 1912.
Taylor non conosceva il programma elettorale Whig, come spiega lo storico Michael F. Holt:

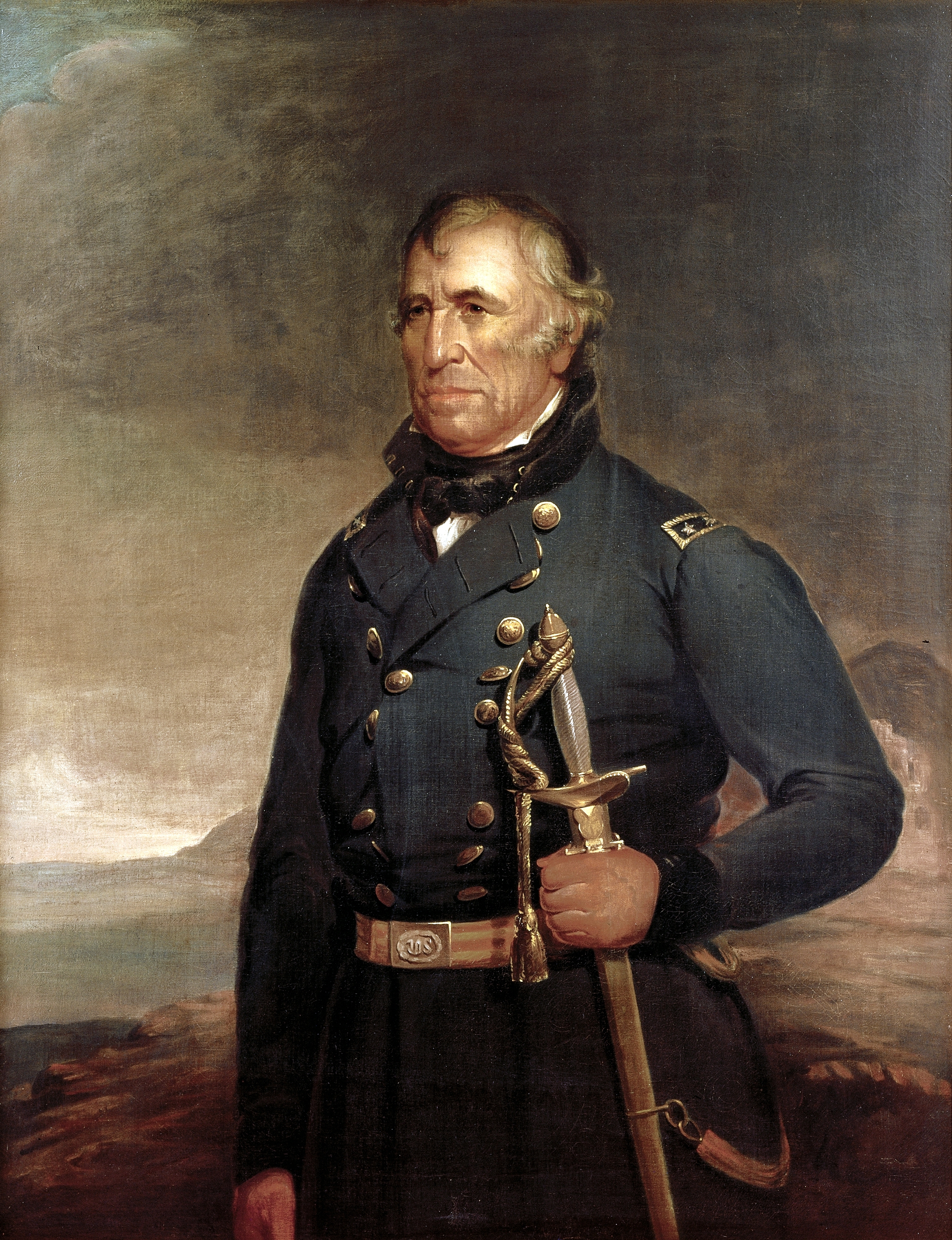
Dipinto di Joseph Henry Bush che ritrae il generale Taylor.

## Transizione e insediamento
Come presidente eletto Taylor si tenne lontano da Washington, restando al comando della propria divisione occidentale fino alla fine di gennaio. Nei mesi successivi alle elezioni elaborò le nomine dei ministri del suo governo; era deciso e riservato sulle decisioni prese, frustrando gli esponenti Whig. Anche se disprezzava il clientelismo e i giochi politici, dovette ricevere un gran numero di candidature di persone che volevano un incarico nella sua amministrazione.
Taylor iniziò il viaggio in direzione della capitale verso la fine di gennaio; un tragitto rivelatosi ben presto colpito da maltempo, ritardi, infortuni, malori e anche un tentativo di "rapimento benevolo" da parte di un amico di famiglia. Giunto a Washington il 24 febbraio incontrò il presidente uscente James Knox Polk, già gravemente debilitato; Polk aveva una bassa opinione di Taylor, definendolo in privato "senza alcuna conoscenza politica" e "totalmente inadatto al ruolo" di presidente. Trascorse la settimana seguente ad incontrare i massimi leader politici, alcuni dei quali rimasero perplessi dal suo aspetto e comportamento. Nelle due settimane prima della cerimonia d'insediamento incontrò Clayton e definì in fretta le nomine.
Il mandato avrebbe dovuto iniziare domenica 4 marzo ma Taylor fece spostare il giuramento a lunedì per motivi religiosi. Si sostiene che David Rice Atchison, in quanto presidente pro tempore del Senato, sia così stato presidente degli Stati Uniti per un giorno, ma nessuna delle principali fonti accetta questo punto di vista.

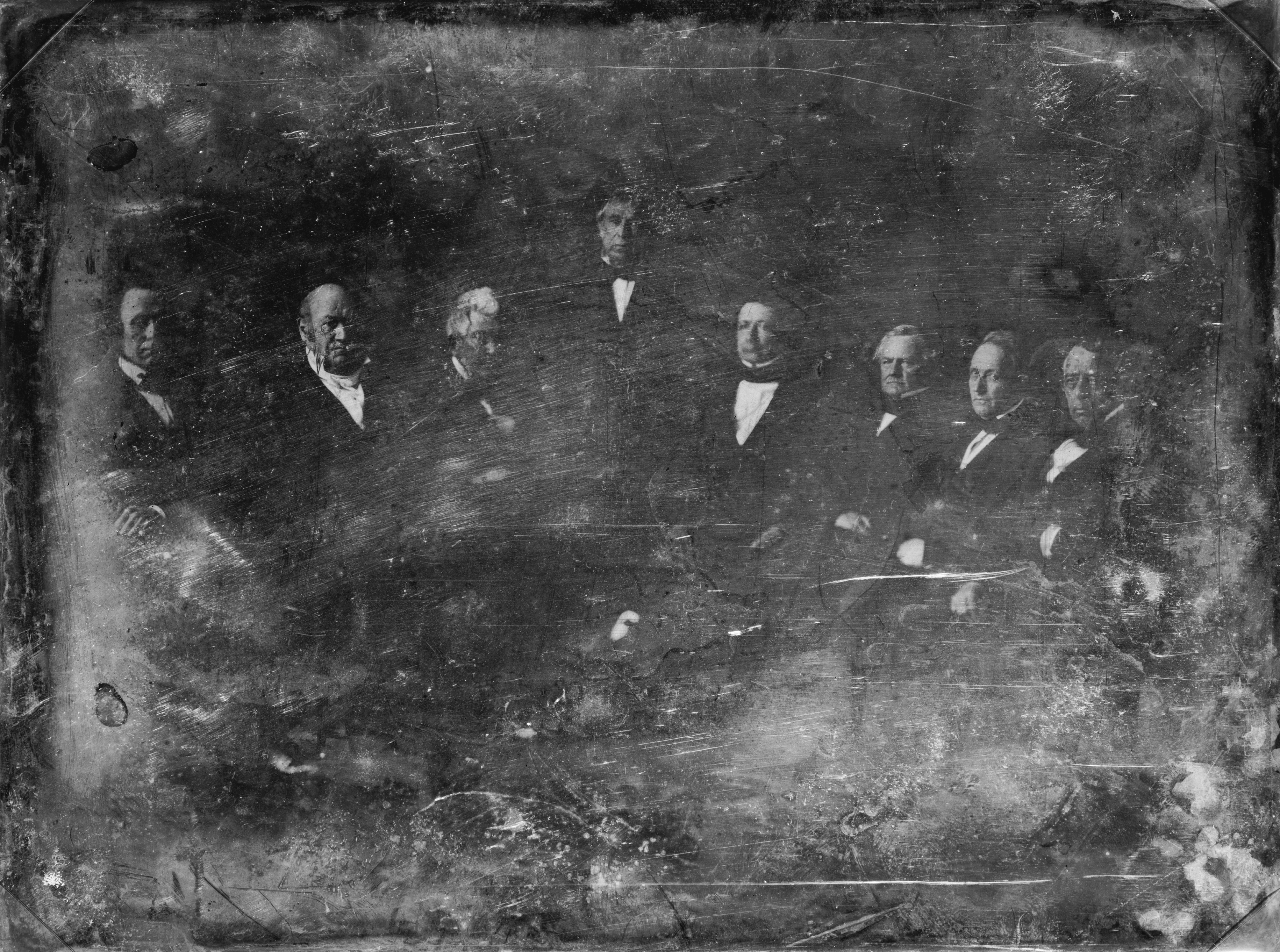
Un Dagherrotipo del nuovo Gabinetto ministeriale.

Il discorso inaugurale trattò i numerosi compiti che la nazione si attendeva, presentandosi con deferenza verso il Congresso e la politica del compromesso invece di esprimere una decisa azione del governo. Sottolineò anche l'esempio di George Washington di evitare in politica estera alleanze che limitassero l'azione degli Stati Uniti.
Nei giorni successivi Taylor trovò il tempo d'incontrare gli innumerevoli postulanti a caccia d'impiego e cittadini comuni che desideravano la sua attenzione. Partecipò anche ad un insolito numero di funerali, compresi quelli dell'ex presidente Polk e di Dolley Payne Todd Madison. Secondo lo storico Eisenhower il presidente coniò per la prima volta il termine "first lady" proprio nel corso dell'elogio funebre svolto per la vedova di James Madison.
Durante l'estate del 1849 visitò gli Stati Uniti d'America nord-orientali per potersi familiarizzare con una regione che conosceva ben poco; trascorse gran parte del viaggio afflitto da svariati disturbi gastrointestinali e tornò a Washington prima di settembre.
Partiti politici
  Whig
| Dipartimento/ Funzione         | Foto | Nome                    | Data        |
| ------------------------------ | ---- | ----------------------- | ----------- |
| Presidente                     |      | Zachary Taylor          | 1849 - 1850 |
| Vicepresidente                 |      | Millard Fillmore        | 1849 - 1850 |
|                                |      |                         |             |
| Segretario di Stato            |      | John Middleton Clayton  | 1849 - 1850 |
| Segretario al tesoro           |      | William M. Meredith     | 1849 - 1850 |
| Segretario alla Guerra         |      | George Walker Crawford  | 1849 - 1850 |
| Procuratore generale           |      | Reverdy Johnson         | 1849 - 1850 |
| Direttore generale delle poste |      | Jacob Collamer          | 1849 - 1850 |
| Segretario alla Marina         |      | William Ballard Preston | 1849 - 1850 |
| Segretario degli Interni       |      | Thomas Ewing            | 1849 - 1850 |

## Presidenza

### Cronologia
Gli eventi salienti della presidenza Taylor furono: 
1849
- prosecuzione della guerra cayuse iniziata nel 1847;
- prosecuzione della corsa all'oro californiana iniziata nel 1848;
- morte di James Knox Polk;
- completamento e l'inaugurazione del primo segmento della Pennsylvania Railroad, con l'apertura della tratta ferroviaria da Lewistown (Pennsylvania) a Harrisburg;
- morte di Edgar Allan Poe;
- fondazione di Pfizer, che sarebbe divenuta la più grande società farmaceutica del mondo;

1850
- presentazione al Congresso da parte di Henry Clay del primo disegno di legge poi divenuto il compromesso del 1850;
- fondazione dell'Università dello Utah;
- pubblicazione de La lettera scarlatta di Nathaniel Hawthorne;
- fondazione dell'American Express;
- morte di John Calhoun;
- Censimento degli Stati Uniti d'America del 1850 in cui l'11.2% dell'intera popolazione viene classificata come "negro" o meticcio;
- fondazione di Lehman Brothers;
- fondazione della Pinkerton National Detective Agency;
- fondazione dell'Università di Dayton;
- fondazione dell'Università di Rochester.

### Gabinetto ministeriale
Pur evitando di nominare esponenti del Partito Democratico, Taylor volle che il suo gabinetto riflettesse i diversi interessi della nazione, pertanto ripartì i posti secondo la provenienza geografica; evitò anche di scegliere i Whig più noti, in special modo Henry Clay. Considerò invece John Jordan Crittenden come la pietra angolare della sua presidenza, proponendogli la posizione cruciale di segretario di Stato; ma Crittenden insistette per continuare a essere governatore del Kentucky, carica a cui era appena stato eletto. Il presidente diresse allora la sua attenzione su John Middleton Clayton del Delaware, uno stretto collaboratore dello stesso Crittenden.
Con l'aiuto di Clayton scelse i sei ministri rimanenti. Una delle prime azioni del Congresso entrante sarebbe stata quella d'istituire il nuovo dipartimento degli Interni, quindi a segretario degli Interni nominò Thomas Ewing, già senatore dell'Ohio e segretario al tesoro nel corso della brevissima presidenza di William Henry Harrison. Come direttore generale delle poste, importante ruolo per la quantità di nomine in suo potere, Taylor scelse il deputato Jacob Collamer del Vermont. Dopo il rifiuto di Horace Binney al posto di segretario al tesoro il presidente optò per un altro importante uomo di Filadelfia, William M. Meredith. George Walker Crawford, ex governatore della Georgia, accettò la posizione di segretario alla Guerra, mentre il deputato William Ballard Preston della Virginia divenne segretario alla Marina. Il senatore Reverdy Johnson del Maryland entrò come Procuratore generale, divenendo subito uno dei membri più influenti del nuovo gabinetto.
Il vicepresidente Millard Fillmore non fu mai in buoni rapporti con Taylor tanto che rimase sostanzialmente escluso dalle decisioni durante la presidenza.

### Nomine giuridiche
Il presidente non ebbe il tempo materiale per effettuare alcuna nomina per la Corte suprema, mentre scelse quattro giudici per le corti distrettuali federali.
| # | Nome            | Corte                                                       | Nomina           | Conferma        | Inizio servizio attivo | Termine servizio attivo |
| - | --------------- | ----------------------------------------------------------- | ---------------- | --------------- | ---------------------- | ----------------------- |
| 1 | John Gayle      | Alabama Settentrionale Alabama Centrale Alabama Meridionale | 12 marzo 1849    | 13 marzo 1849   | 13 marzo 1849          | 21 luglio 1859          |
| 2 | Henry Boyce     | Louisiana Occidentale                                       | 21 dicembre 1849 | 2 agosto 1850   | 9 maggio 1849          | 19 febbraio 1861        |
| 3 | Daniel Ringo    | Arkansas                                                    | 21 dicembre 1849 | 10 giugno 1850  | 5 novembre 1849        | 5 marzo 1851            |
| 4 | Thomas Drummond | Illinois                                                    | 31 gennaio 1850  | 9 febbraio 1850 | 19 febbraio 1850       | 13 febbraio 1855        |

## Crisi su base geografica
(Raimondo Luraghi, Storia della guerra civile americana, BUR, 1994, Vol. I, p. 104.)

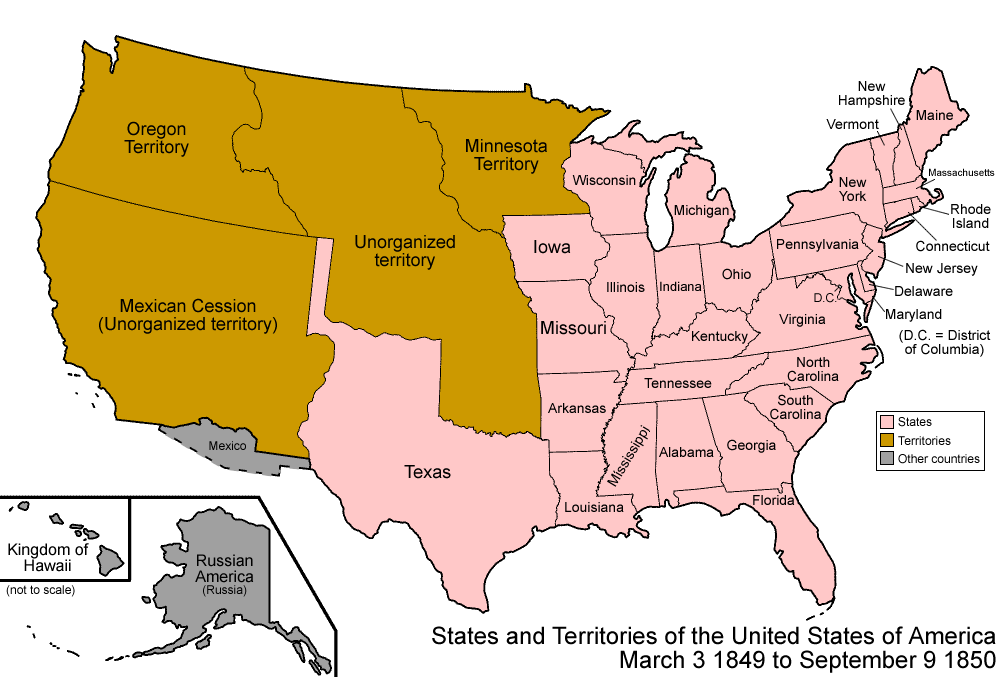
Gli Stati Uniti e i territori non organizzati nel biennio 1849-1850.

Quando Taylor entrò in carica, il Congresso iniziò ad affrontare una serie di questioni relative alla cessione messicana, in seguito alla vittoria nella guerra messico-statunitense; i territori acquistati furono suddivisi inizialmente in distretti controllati direttamente dalle forze armate. Dall'inizio si discuteva su quali di essi avrebbero potuto entrare come Stati federati e quali invece sarebbero divenuti dei "territori", con la questione della schiavitù che minacciava di spaccare in due il parlamento e gli stessi partiti. Molti del Sud inoltre si stavano sempre più decisamente arrabbiando a causa dell'aiuto esplicito che i Nordisti stavano dando agli schiavi fuggiaschi, soprattutto attraverso la Ferrovia Sotterranea.

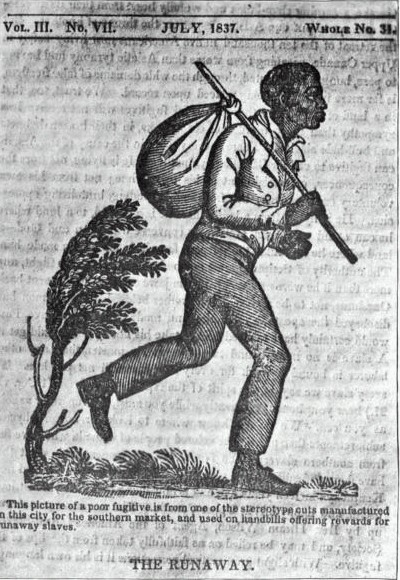
La Ferrovia Sotterranea "dalla prigionia alla libertà"; immagine di uno schiavo nero in fuga.

Taylor stesso era un proprietario di schiavi, ma credeva che la schiavitù risultasse economicamente inutile nelle nuove regioni del West perciò si oppose all'espansione della schiavitù in quei territori. Il suo obiettivo principale rimase quello della pace tra le diverse zone della nazione, cercando di preservare l'Unione tramite qualche tipo di compromesso legislativo. Mentre la minaccia di secessione degli Stati del sud aumentava, si schierò sempre più apertamente con le posizioni contrarie alla schiavitù come quelle del senatore dello Stato di New York William H. Seward. Suggerì anche che avrebbe promulgato l'emendamento proposto da David Wilmot, che poneva limiti alla schiavitù nei nuovi territori.
Secondo il presidente il modo migliore per procedere era di ammettere immediatamente la California come Stato piuttosto che come territorio federale, evitando di coinvolgere il Congresso nella questione della schiavitù in quei territori. Gli eventi parvero svolgersi a favore di Taylor in quanto la grande corsa all'oro californiana era in pieno svolgimento al momento del suo insediamento, con la conseguenza che la popolazione di quell'area affacciata sull'Oceano Pacifico stava aumentando grandemente. La presidenza vi inviò il deputato Thomas Butler King per sondare la situazione e per promuovere l'idea di costituzione a Stato dell'intero territorio, ben sapendo che i californiani avrebbero approvato una Costituzione contraria alla schiavitù. King scoprì che un'assemblea costituzionale era già in corso; nell'ottobre del 1849 questa accolse all'unanimità la proposta di aderire all'Unione e nel contempo di vietare la schiavitù all'interno dei propri confini.

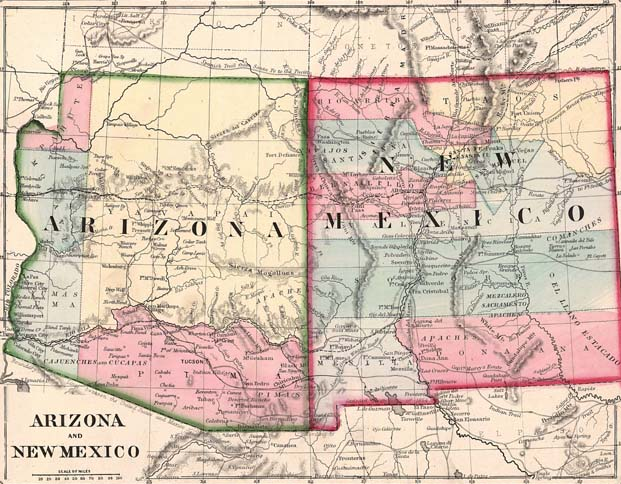
Una mappa del territorio dell'Arizona e del Nuovo Messico divisi dall'originario territorio del Nuovo Messico del 1851, in cui vengono mostrate le Contee degli Stati Uniti d'America esistenti.

All'inizio della presidenza Taylor la questione dei confini tra il territorio del Nuovo Messico e il nuovo Stato del Texas era ancora aperta. Il territorio da poco acquistato dal Messico era sottoposto alla giurisdizione federale, malgrado ciò i texani rivendicarono una parte cospicua di terra a Nord di Santa Fe; erano decisi ad inglobarla nei confini texani. Taylor si schierò con le richieste degli abitanti del Nuovo Messico, inizialmente spingendo per mantenere l'area in qualità di territorio federale, per poi sostenere la sua costituzione in Stato nel tentativo di evitare un altro dibattito tra favorevoli e contrari alla schiavitù al Congresso. L'amministrazione statale texana, guidata dal terzo governatore del Texas Peter Hansborough Bell cercò di usare l'opzione militare per annettere il territorio, ma senza successo.

Quello che avrebbe dovuto diventare lo Stato di Deseret nelle intenzioni dei mormoni, proposto senza alcun successo nel 1849.

Gli abitanti della regione oggi nello Utah, appartenenti in larga parte alla Chiesa di Gesù Cristo dei santi degli ultimi giorni mormone, avevano istituito il cosiddetto Stato di Deseret, un'enorme striscia di terra libera, che aveva però poche speranze di essere riconosciuto come tale dal Congresso. La presidenza Taylor ipotizzò di integrare la regione nei territori californiani, ma preferì procedere a istituire un territorio separato; per venire incontro alle preoccupazioni della popolazione mormone nei riguardi della loro libertà religiosa il presidente promise che essi avrebbero goduto di una relativa indipendenza dal Congresso pur rimanendo un territorio federale.
Taylor tenne il suo unico discorso sullo stato dell'Unione a dicembre. Ricapitolò gli eventi internazionali e suggerì diversi aggiustamenti alla politica sui dazi e all'organizzazione del potere esecutivo; ma tali questioni furono oscurate dalla grave crisi tra fazioni su base geografica al Congresso. Riferì sulle domande di ammissione come Stati della California e del Nuovo Messico, raccomandando l'approvazione dei provvedimenti così com'erano, senza emendamenti, in quanto ci si doveva "astenere dall'introdurre quegli argomenti che avrebbero potuto esasperare le divisioni tra zone geografiche". Il discorso fu prosaico e privo di emozioni, ma si concluse con una dura condanna nei confronti di chi minacciava la secessione; l'avvertimento non ebbe però alcun effetto sui parlamentari del sud, che vedevano la prospettiva di ammettere due Stati non schiavisti come un pericolo mortale, con il risultato di tenere bloccato il Congresso.

## Politica estera
Il presidente e il suo segretario di Stato John Middleton Clayton erano entrambi privi di esperienza diplomatica ed entrarono in carica in un periodo relativamente tranquillo nella politica estera. Avevano idee simili sul bene della nazione e ciò permise a Taylor di trasferire a Clayton le maggiori questioni di politica estera con una supervisione minima, sebbene non fosse stata stabilita una linea politica decisa. Come oppositori dello stato di cose in Europa, essi espressero opinioni favorevoli ai liberali tedeschi e ungheresi nel corso della primavera dei popoli, ma offrendo ben poco aiuto concreto.
Un incidente percepito come un insulto dal ministro francese Guillaume Tell Poussin portò quasi alla rottura delle relazioni diplomatiche con la Francia, finché lo stesso Poussin fu sostituito; una disputa di riparazione e restituzione monetaria con l'impero portoghese portò a veementi dichiarazioni da parte della presidenza Taylor. Sul fronte di azioni più positive, l'amministrazione Taylor organizzò due navi per assistere nella ricerca, intrapresa dal Regno Unito, di una squadra di esploratori britannici guidata da John Franklin, che si era perduta nel circolo polare artico. Mentre i programmi dei Whig avevano tradizionalmente sostenuto che il commercio nell'Oceano Pacifico era un imperativo economico, il governo Taylor fece ben poco in questa direzione.

La moderna bandiera di Cuba disegnata per la prima volta da Narciso López.

Nel biennio 1849-1850 Taylor e Clayton furono alle prese con Narciso López, un rivoluzionario venezuelano che guidò ripetute spedizioni di filibusta nel tentativo di togliere Cuba all'impero spagnolo. L'ipotesi di annettere l'intera isola attraeva molti statunitensi del sud, poiché vedevano Cuba come un potenziale nuovo Stato schiavista; lo stesso López aveva molti importanti sostenitori nel Sud. Il generale sudamericano fece offerte generose a responsabili militari statunitensi in cambio di sostegno, ma Taylor e Clayton videro l'impresa come intrinsecamente illegale; emisero pertanto un bando di qualsiasi forma di collaborazione e, successivamente, autorizzarono un arresto di massa di López e dei suoi miliziani, anche se furono poi assolti. Dovettero anche affrontare il governo spagnolo, che aveva fatto arrestare diversi cittadini statunitensi con l'accusa di pirateria; gli spagnoli li rilasciarono in seguito per mantenere buoni rapporti con gli Stati Uniti.
Il risultato sicuramente più importante della presidenza Taylor in politica estera fu il trattato Clayton-Bulwer del 1850, riguardante la proposta di aprire un canale attraverso l'America Centrale (il futuro canale del Nicaragua) che collegasse i due oceani. Sebbene gli Stati Uniti e la Gran Bretagna fossero in buone relazioni e la costruzione di un'opera del genere fosse ancora lontana decenni, il semplice progetto aveva contribuito a complicare i rapporti tra le due nazioni. Per diversi anni l'impero britannico si era impegnato a conquistare punti strategici in America, in particolare la costa dei Mosquito nella regione orientale dell'odierno Nicaragua; i negoziati avviati con gli inglesi condussero alla stipula dell'importante trattato Clayton-Bulwer. Entrambe le nazioni concordarono di non rivendicare il controllo di alcun canale che avrebbe potuto essere costruito in quel territorio; l'accordo promosse lo sviluppo di una più stretta alleanza angloamericana. Il trattato fu l'ultimo atto di Taylor come presidente.

## Tentativi di compromesso e ultimo periodo
Henry Clay aveva un ruolo centrale quando il Congresso discuteva della schiavitù; le sue posizioni erano in parte combacianti con quelle del presidente Taylor, ma questi volle sempre mantenere le distanze dal principale esponente Whig. Gli storici non concordano sulle possibili motivazioni di Taylor. Con l'aiuto sostanziale di Daniel Webster, Clay sviluppò la sua proposta fondamentale, il compromesso del 1850; esso consentiva al nuovo Stato della California di scegliere in modo autonomo sulla schiavitù, mentre gli altri territori sarebbero rimasti sotto la giurisdizione federale, comprese le regioni oggetto di controversia come il territorio del Nuovo Messico, per le quali era previsto un indennizzo per il Texas. La schiavitù sarebbe stata mantenuta nel distretto di Washington, ma il commercio di schiavi proibito. Nel frattempo sarebbe stata emanata una legge sugli schiavi fuggitivi molto più restrittiva della precedente Fugitive Slave Act di fine XVIII secolo, aggirando in tal maniera le leggi degli Stati del nord che avevano in larga parte impedito ai sudisti di recuperare i fuggiaschi. Nacque così nata la Fugitive Slave Law, che ispirò Harriet Beecher Stowe a scrivere La capanna dello zio Tom, creando profonda emozione in tutto il Nord.
Le tensioni aumentavano mentre il Congresso s'affannava nei negoziati e sempre maggiori erano le voci di secessione; il culmine fu la minaccia di Taylor d'inviare truppe nel Nuovo Messico a protezione del nuovo confine con il Texas, con lui stesso a capo dell'esercito. Taylor disse anche che "chiunque fosse stato catturato con l'accusa di ribellione contro l'Unione, l'avrebbe impiccato... con ancor meno riluttanza di quando impiccò disertori e spie nella guerra messico-statunitense". In questa situazione il disegno di legge che comprendeva tutti i provvedimenti, sembrava a molti un importante passo in avanti, ma non poté essere approvato, a causa degli estremismi di entrambe le parti.
Gli ultimi giorni di Taylor furono segnati dal cosiddetto "affare Galphin". Prima di diventare ministro il segretario alla Guerra George Walker Crawford aveva esercitato l'avvocatura. Era stato coinvolto in un caso trascinatosi per quindici anni, tutelando i discendenti di un colono mercante i cui servigi resi alla corona britannica al tempo della guerra d'indipendenza americana non erano ancora stati rimborsati. Il debito dovuto a George Galphin avrebbe dovuto essere assunto dal governo federale degli Stati Uniti, ma gli eredi ricevettero solo il rimborso del capitale del debito dopo anni di contenzioso e non furono in grado d'ottenere un risarcimento degli interessi dalla presidenza di James Knox Polk. Il segretario al tesoro William M. Meredith, con l'appoggio del procuratore generale Reverdy Johnson firmò infine l'ordine di pagamento nell'aprile 1850; con grande imbarazzo del presidente esso includeva un risarcimento per spese legali di circa 100.000 dollari, destinati a Crawford. I due ministri avevano negli effetti pratici proposto un'enorme fetta del Tesoro pubblico ad un loro collega. Un'indagine svolta dalla Camera sollevò Crawford dal sospetto di un qualsiasi illecito legale, rimproverandolo però per aver accettato il pagamento. Il presidente, che aveva già previsto di rimaneggiare la compagine ministeriale, si trovava ad avere uno scandalo in corso a complicare la situazione.

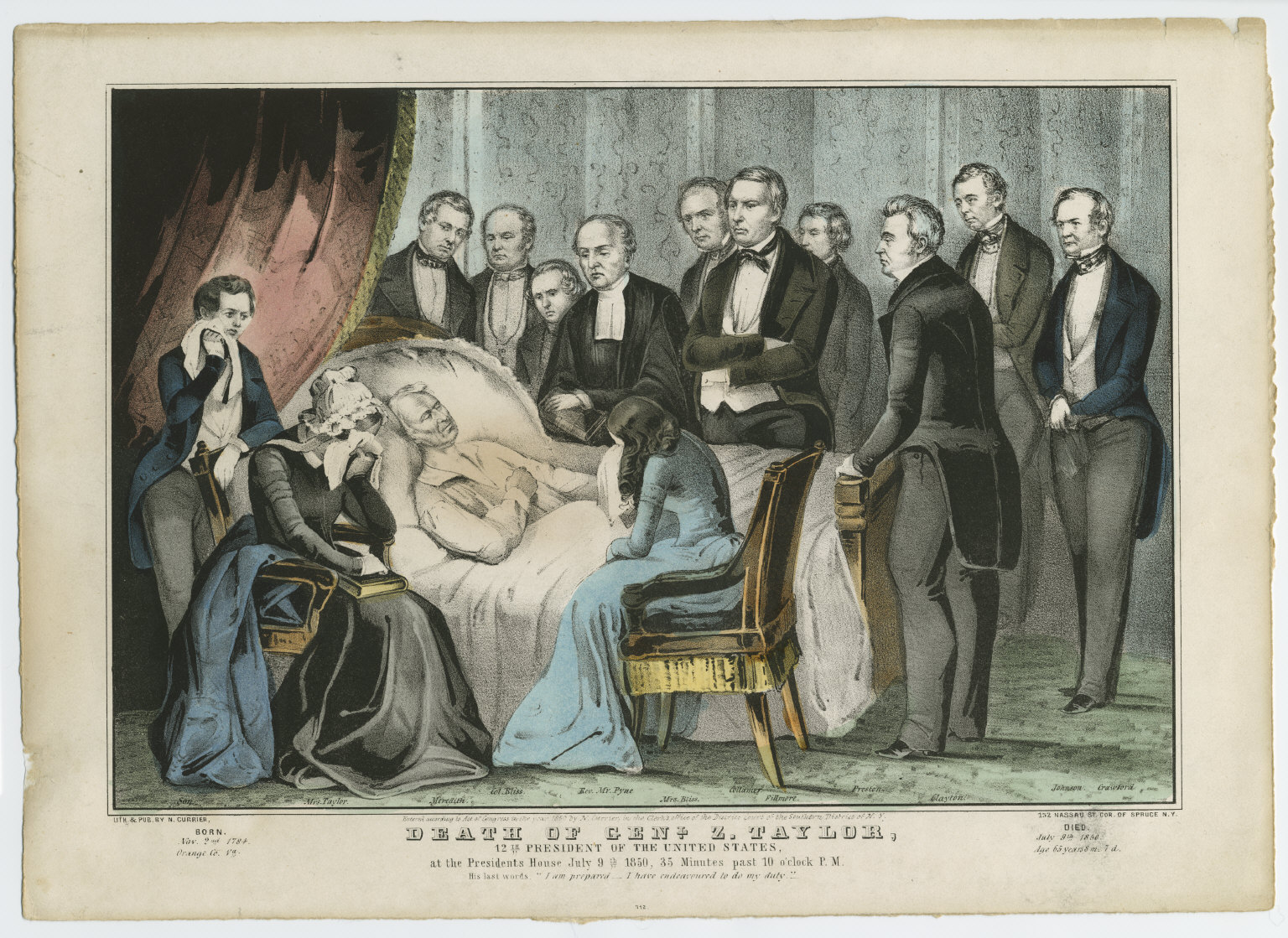
La morte del presidente.

## Morte e successione
Pare che il 4 luglio 1850 il presidente consumò abbondanti quantità di frutta cruda (specificamente ciliegie) e latte ghiacciato mentre partecipava alle celebrazioni per il giorno dell'indipendenza e durante un evento di raccolta fondi per completare l'erezione del monumento a Washington, ancora in costruzione.
Nel giro di alcuni giorni si ritrovò afflitto da un grave disturbo digestivo sconosciuto. Il suo dottore diagnosticò la malattia come "morbo del colera", un termine molto generico usato a metà del XIX secolo per indicare disturbi intestinali di vario tipo come la diarrea e la dissenteria ma non necessariamente collegati al vero colera; un'epidemia di quest'ultimo era però diffusa proprio in quel periodo a Washington.
La natura e l'origine della malattia di Taylor sono oggetto di ipotesi degli storici, anche se è noto che molti dei suoi ministri soffrirono negli stessi giorni di una malattia simile. Seguì una febbre molto alta e sembrò difficile che il presidente potesse riprendersi. L'8 luglio Taylor fece notare ad un assistente medico:
Nonostante le cure Taylor morì alle 22:35 del 9 luglio; aveva 65 anni. Il vicepresidente Fillmore assunse quindi i poteri e portò a termine il mandato, conclusosi il 4 marzo 1853. Poco dopo l'entrata in carica, Fillmore promulgò il compromesso del 1850, che parve risolvere almeno per un certo periodo molti dei problemi affrontati dalla presidenza Taylor.

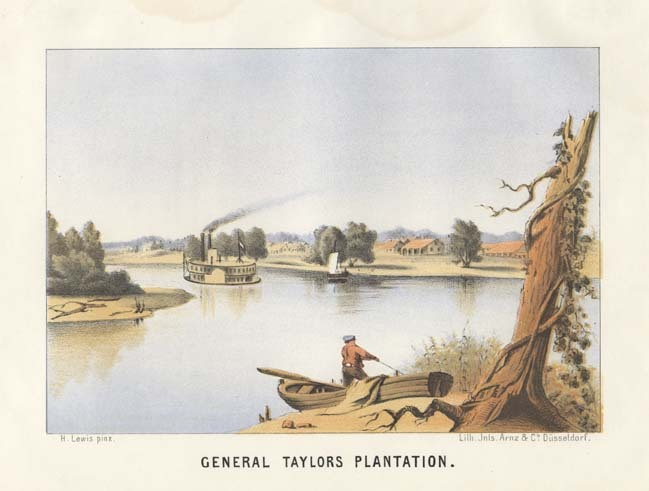
Stampa che raffigura la piantagione del generale Taylor.

Il generale Taylor fu tumulato una prima volta nel cimitero del Congresso a Washington ove rimase dal 13 luglio al 25 ottobre; esso era difatti stato costruito nel 1835 per accogliere temporaneamente le spoglie degli uomini politici fino a quando il sito funebre definitivo non fosse disponibile. Il corpo venne poi trasportato nella tomba di famiglia, dove i suoi genitori erano già stati sepolti, nell'antica piantagione conosciuta come "Springfield", a Louisville nel Kentucky.

### Teoria dell'omicidio

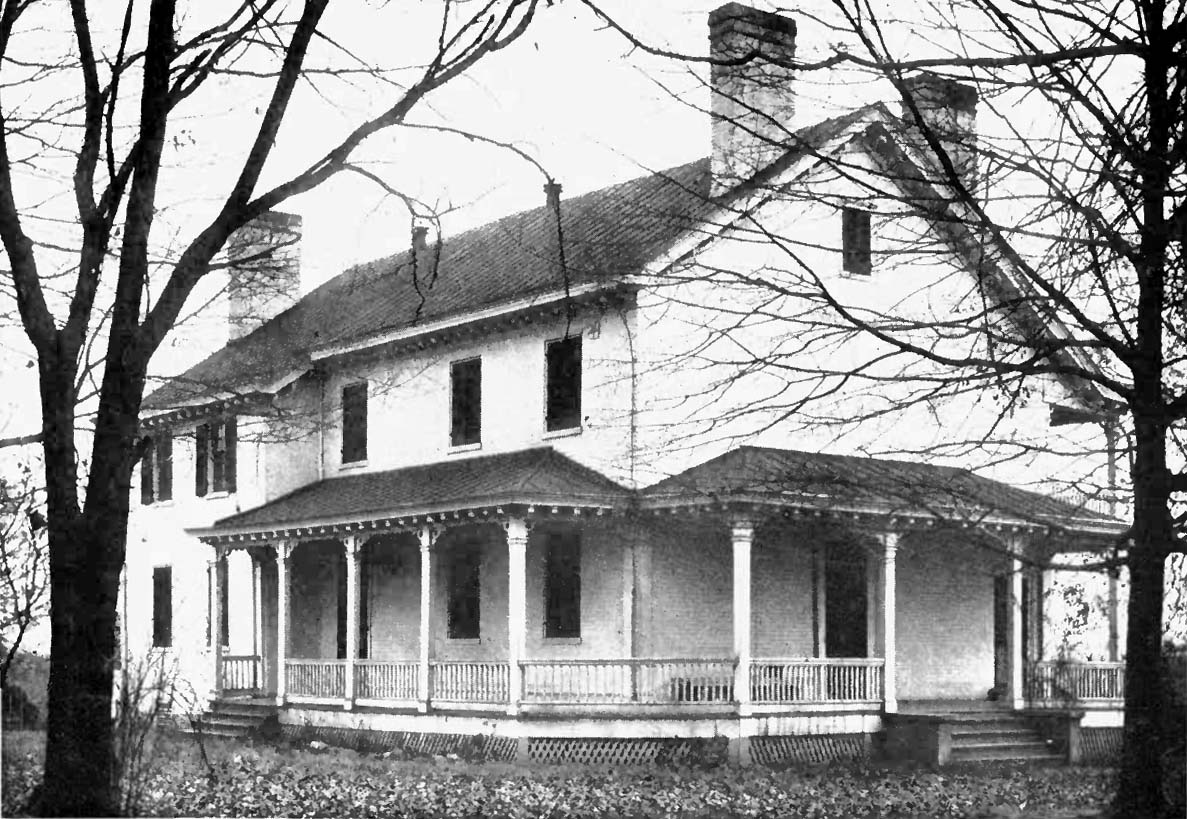
Residenza del presidente a Louisville in una foto del 1914.

Quasi immediatamente dopo la sua morte, cominciarono a circolare voci che il presidente fosse stato avvelenato da sudisti favorevoli alla schiavitù e teorie simili persistettero fino al XXI secolo.
Alla fine degli anni 1980 Clara Rising, ex professoressa all'Università della Florida, è riuscita a persuadere il parente vivente più stretto di Taylor ad accettare una riesumazione in modo che i suoi resti potessero essere testati. Furono prelevati campioni di capelli, unghie e altri tessuti su cui furono condotti esami radiologici. L'analisi per attivazione neutronica condotta presso l'Oak Ridge National Laboratory non ha rivelato alcuna prova di avvelenamento, poiché i livelli di arsenico erano troppo bassi. L'analisi concludeva che Taylor aveva contratto il "colera morbus" o una "gastroenterite acuta" in quanto Washington aveva allora sistemi fognari a cielo aperto e il suo cibo o bevande potevano benissimo essere state contaminate in tal modo.
Ogni possibilità di guarigione fu rovinata prima di tutto dai suoi stessi medici, che gli somministrarono "sciroppo di ipecac, calomelano, oppio e chinino" a 40 grani per dose (circa 2,6 grammi), e che lo "salassarono e gli procurarono vesciche".
Un'ulteriore revisione del 2010 conclude: "non esiste alcuna prova definitiva che Taylor sia stato ucciso, né sembrerebbe che ci sia una prova definitiva che non lo sia stato".

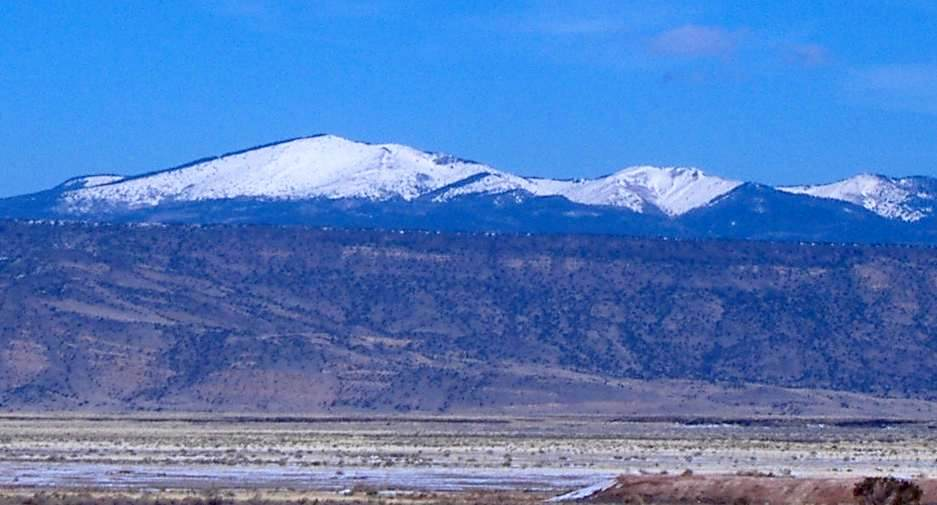
Il "Monte Taylor" nel Nuovo Messico.

## Reputazione storica e commemorazioni
(Mario Francisi, Storia dei presidenti americani Tascabili Newton 1996, pp. 30-31.)
A causa della breve durata del suo mandato, si ritiene che Taylor non abbia avuto una grande influenza come presidente; alcuni storici ritengono che egli fosse troppo inesperto e incerto in campo politico, in un periodo in cui i funzionari pubblici avevano bisogno di stretti legami con i loro responsabili politici. Nonostante le sue carenze, il trattato Clayton-Bulwer influenzò positivamente le relazioni con il Regno Unito nell'America centrale ed è "riconosciuto come un passo importante nel ridimensionare i tentativi della nazione di considerare il destino manifesto come una linea politica". Mentre la classifica storica dei presidenti ha generalmente collocato Taylor nella parte inferiore, la maggior parte delle indagini tendono a valutarlo come il più efficace tra i quattro presidenti appartenuti al Partito Whig.
Taylor fu l'ultimo presidente a possedere schiavi mentre si trovava in carica; terzultimo dei quattro presidenti Whig (incluso John Tyler, espulso dal Partito poco dopo essere entrato in carica), prima della presidenza di Millard Fillmore che prese il suo posto; fu anche il secondo presidente a morire in carica, preceduto da William Henry Harrison, morto di polmonite nove anni prima, ed infine anche l'unico presidente eletto dalla Louisiana.

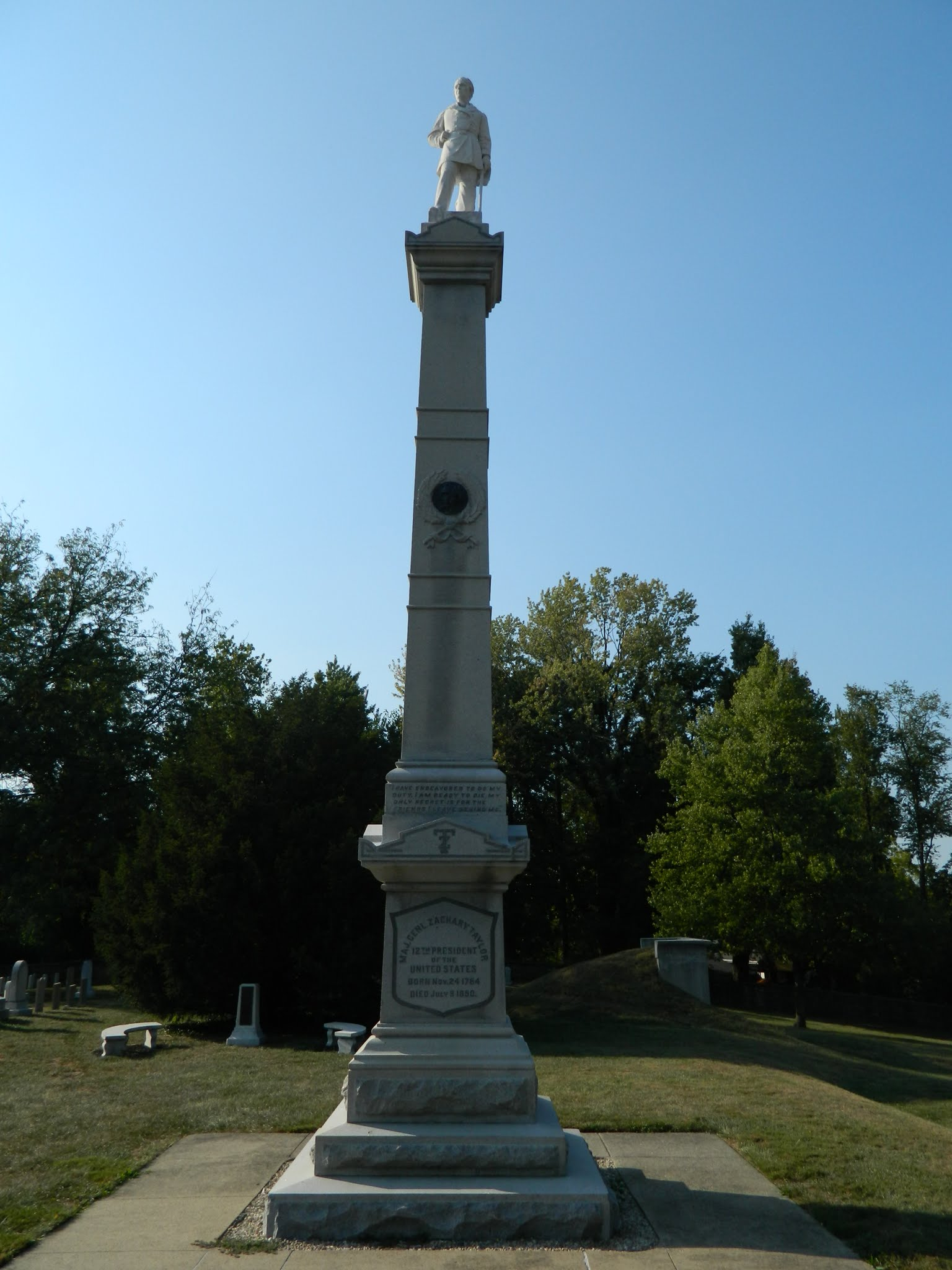
Il monumento dedicato al presidente a Louisville.

Nel 1883 il Commonwealth del Kentucky pose un monumento alto circa un 15 metri, sormontato da una statua a grandezza naturale di Taylor, vicino alla sua tomba. Negli anni 1920 la famiglia fece un tentativo di far riconoscere la sua tomba in un come cimitero nazionale; vennero donati due lotti di terreni adiacenti per il progetto, trasformando così la cripta di famiglia di mezzo acro in un sito vasto 16 acri (65.000 m2). Il 6 maggio del 1926 i resti del presidente e della moglie (che morì nel 1852) furono trasferiti nel nuovo mausoleo costruito in pietra calcarea con una base in granito e interni in marmo, eretto nelle vicinanze. Il sito fu chiamato "Zachary Taylor National Cemetery".
L'United States Postal Service emise la prima serie di francobolli in onore di Zachary Taylor il 21 giugno 1875, 25 anni dopo la sua morte, durante la presidenza di Ulysses S. Grant. Nel 1938, nel corso della presidenza di Franklin Delano Roosevelt, Taylor comparì nuovamente su un francobollo degli Stati Uniti, questa volta nella collezione presidenziale. L'ultima apparizione di Taylor (fino al 2010) su un francobollo avvenne nel 1986 durante la presidenza di Ronald Reagan quando fu onorato nell"AMERIPEX issues". Dopo George Washington, Thomas Jefferson, Andrew Jackson e Abraham Lincoln, Zachary Taylor fu il quinto presidente a comparire nelle affrancature delle lettere statunitensi.
Il suo nome fu attribuito a diversi luoghi e entità, tra cui:
- Camp Taylor a Louisville e Fort Zachary Taylor in Florida.
- La SS Zachary Taylor, una nave della seconda guerra mondiale di classe Liberty.
- Contea di Taylor (Georgia).
- Contea di Taylor (Iowa).
- Contea di Taylor (Kentucky), la centesima contea fondata nel Kentucky.
- Taylor (Michigan).

Fu chiamato in suo onore anche l'architetto di Chicago Zachary Taylor Davis.

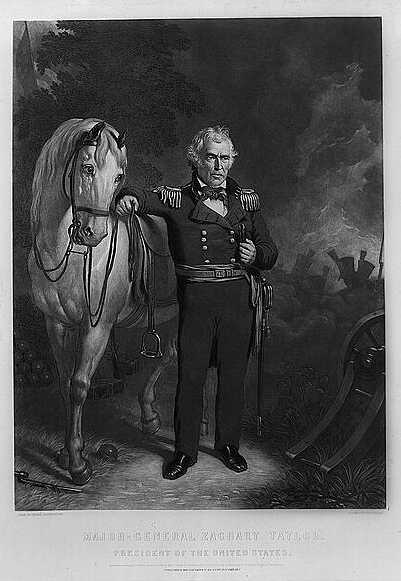
Il generale Taylor col suo cavallo; incisione alla maniera nera di John Sartain.

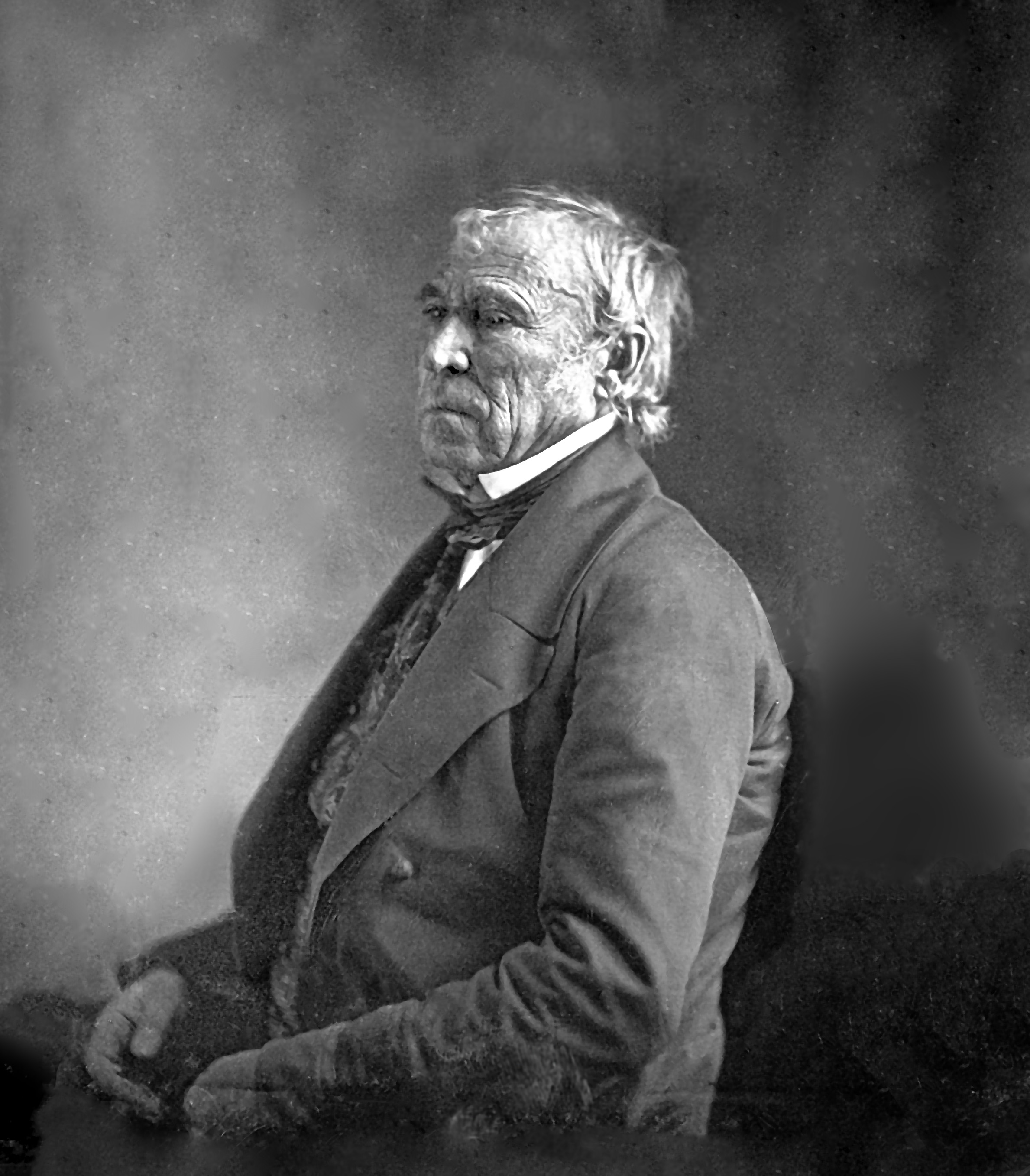
Un dagherrotipo di Mathew B. Brady che ritrae il presidente alla Casa Bianca.

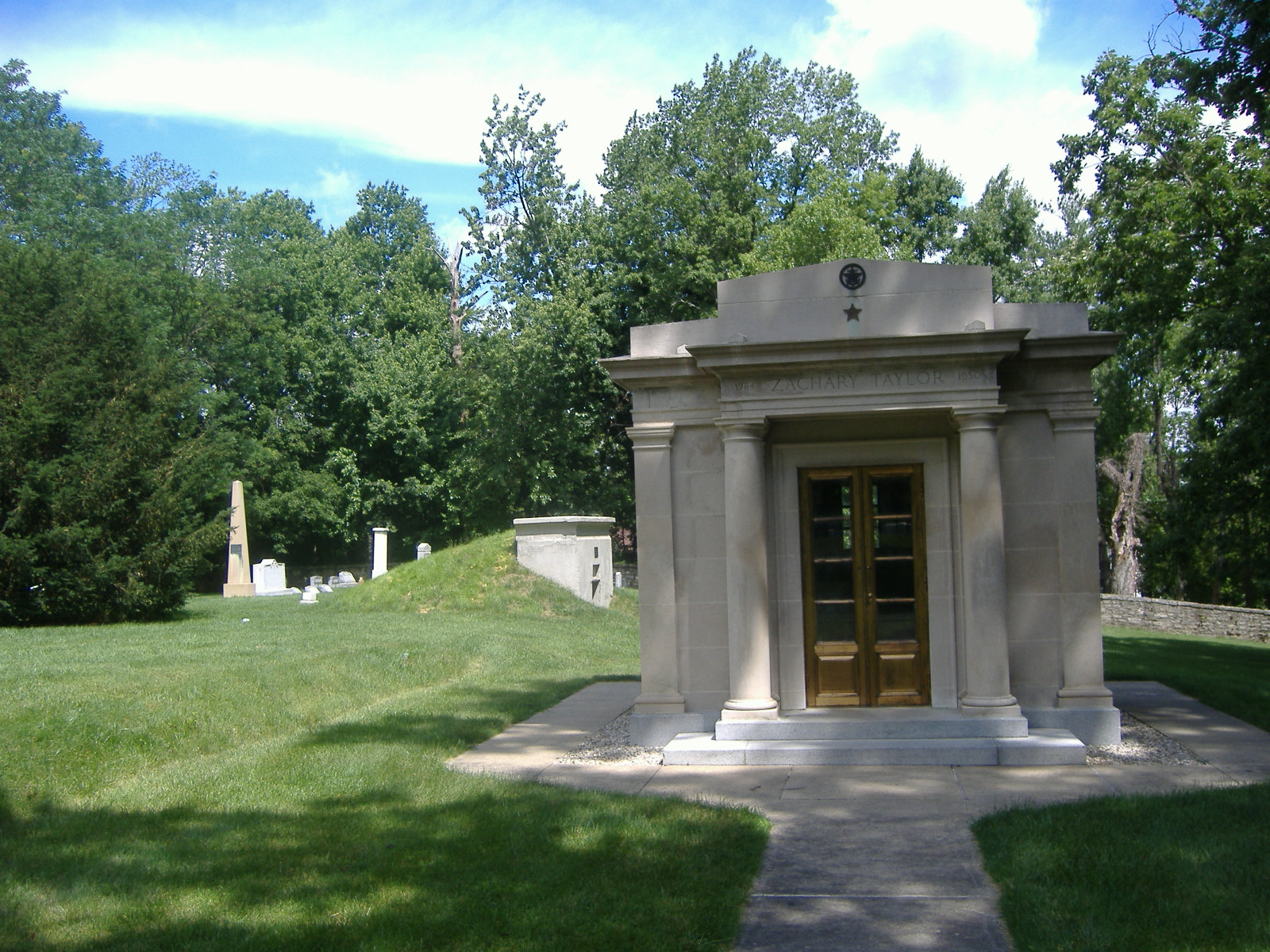
L'ingresso al mausoleo dedicato alla famiglia del presidente nello "Zachary Taylor National Cemetery" di Louisville nel Kentucky.

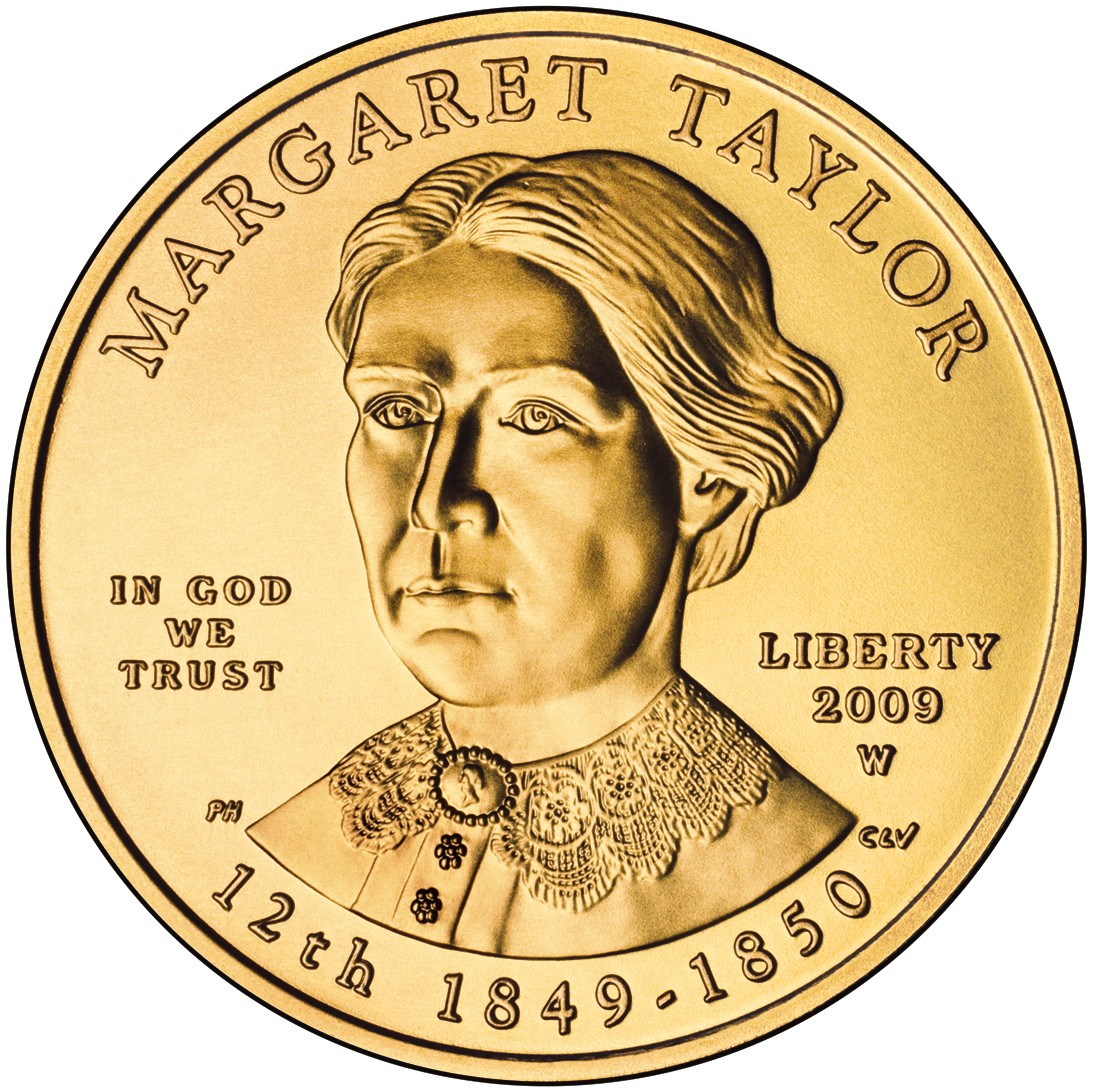
Il dollaro presidenziale che ritrae Margaret Taylor.

### Storiografia politica
- Michael F Holt, The Rise and Fall of the American Whig Party: Jacksonian Politics and the Onset of the Civil War, Oxford University Press, 1999, ISBN 978-0-19-505544-3.
- Joel H. Silbey, Party Over Section: The Rough and Ready Presidential Election of 1848, University Press of Kansas, 2009, ISBN 978-0-7006-1640-4.
- Elbert B. Smith, The Presidencies of Zachary Taylor and Millard Fillmore, University Press of Kansas, 1988, ISBN 0-7006-0362-X.
- Benson J Lossing, The American nation: its executive, legislative, political, financial, judicial and industrial history : embracing sketches of the lives of its chief magistrates, its eminent statesmen, financiers, soldiers and jurists, with monographs on subjects of peculiar historical interest, Volume 2, Williams Publishing Co., 1888.
- Silbey, Joel H., A Companion to the Antebellum Presidents 1837–1861, Wiley, 2014, ISBN 978-1-118-60929-3. pp 291–308

### Altre letture
- Henry Montgomery, The life of Major General Zachary Taylor, Aubura, J. C. kDerby & co., 1847.